# 70 років проголошення Карпатської України (монета)
«70 ро́ків проголо́шення Карпа́тської Украї́ни» — ювілейна монета номіналом 2 гривні, випущена Національним банком України, присвячена подіям 1938—1939 років, пов'язаним із проголошенням та збройним захистом Карпатської України, недовгий період існування якої став однією з найяскравіших сторінок багатовікової боротьби карпатських українців за встановлення української державності.
Монету введено в обіг 13 березня 2009 року. Вона належить до серії «Відродження української державності».

## Опис монети та характеристики
| Номінал грн. | Метал      | Маса, г | Діаметр, мм | Якість виготовлення       | Гурт     | Тираж, штук |
| ------------ | ---------- | ------- | ----------- | ------------------------- | -------- | ----------- |
| 2            | нейзильбер | 12,8    | 31,0        | спеціальний анциркулейтед | рифлений | 35 000      |

### Аверс
На аверсі монети зображено килими з традиційним карпатським орнаментом і розміщено: малий Державний Герб України, півколом напис — «НАЦІОНАЛЬНИЙ БАНК УКРАЇНИ», унизу номінал та рік карбування монети — «2/ГРИВНІ/2009» і логотип Монетного двору Національного банку України.

### Реверс

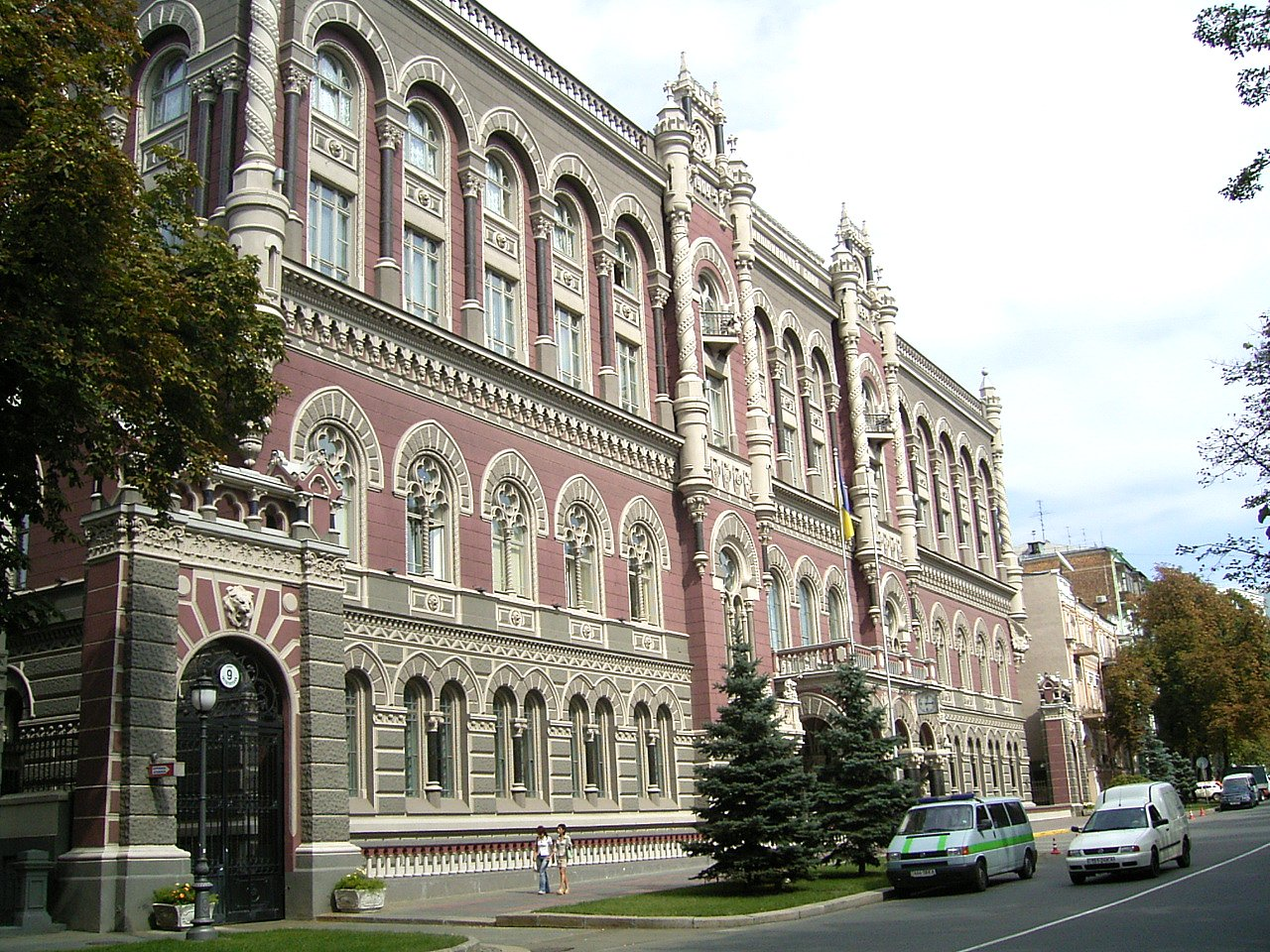
Будівля Національного банку України

На реверсі монети зображено закарпатця з прапором, на тлі якого — герб Карпатської України, та розміщено написи: під прапором — «70/РОКІВ», ліворуч півколом — «ПРОГОЛОШЕННЯ КАРПАТСЬКОЇ УКРАЇНИ».

## Автори
- Художники: Таран Володимир, Харук Олександр, Харук Сергій.
- Скульптори: Дем'яненко Анатолій, Атаманчук Володимир.

## Вартість монети
Ціна монети — 15 гривень, була вказана на сайті Національного банку України у 2012 році.
Фактична приблизна вартість монети з роками змінювалася так:
| Рік        | 2010 | 2011 | 2012 | 2013 | 2014 | 2015 | 2016 | 2017 | 2018 | 2019 | 2020 | 2021 | 2022 | 2023 | 2024 | 2025 |
| ---------- | ---- | ---- | ---- | ---- | ---- | ---- | ---- | ---- | ---- | ---- | ---- | ---- | ---- | ---- | ---- | ---- |
| Ціна, грн. | 17   | 20   | 25   | 25   | 27   | 35   | 45   | 55   | 60   | 80   | 90   | 100  | 110  | 190  | 210  | 250  |